# Girolamo Frachetta

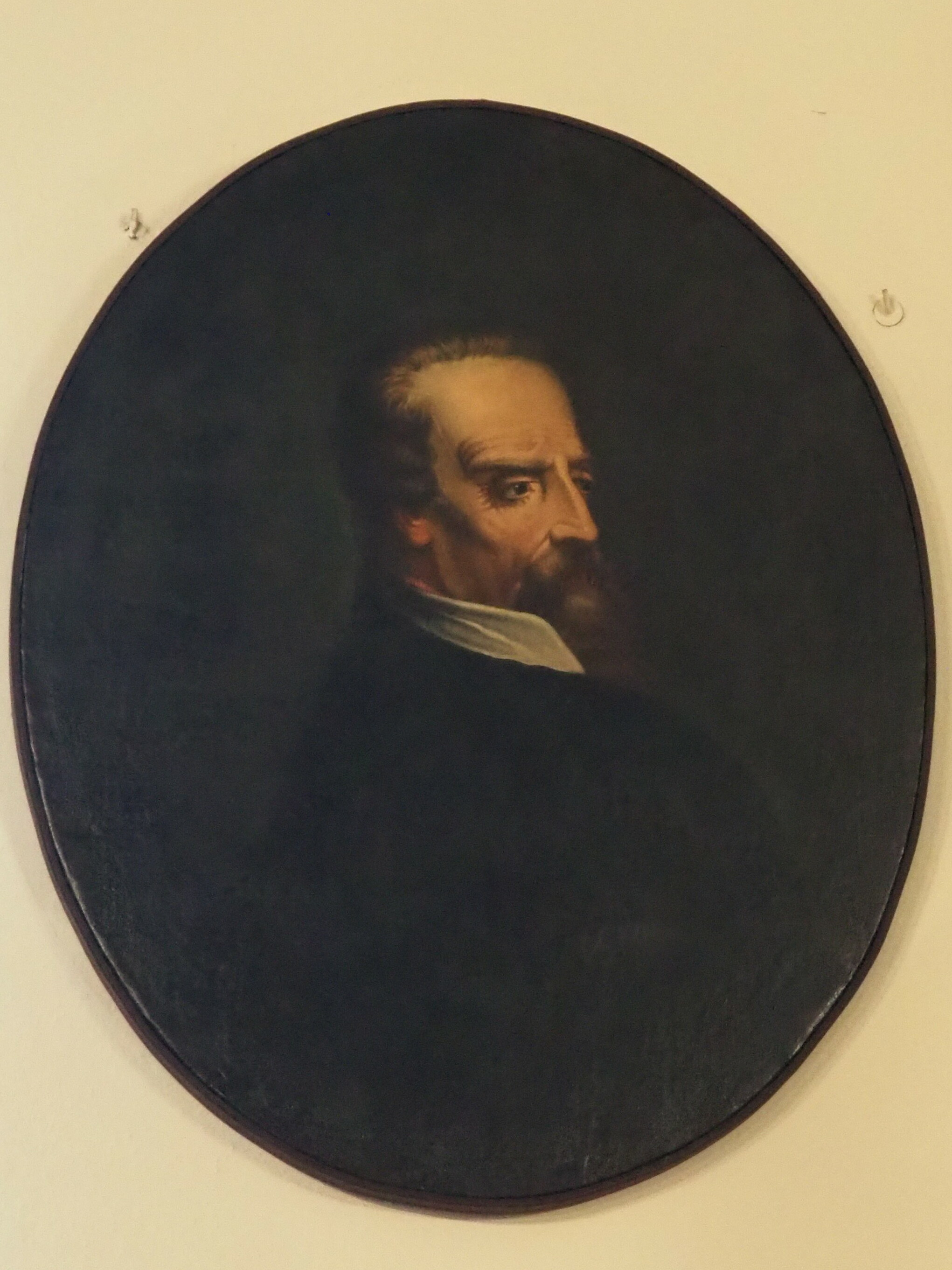
Girolamo Frachetta

Girolamo Frachetta, född (döpt 10 februari) 1558, död (troligen den 30 december) 1619, var en italiensk författare. 
Frachetta innehade flera förtroendeposter vid hoven i Rom och Neapel. Han skrev bland annat Il principe (1597), ett försvar för den oinskränkta monarkin, och ett slags kommentar över Lucretius berömda poem "De natura rerum".